# Gerasimo I di Alessandria
Papa Gerasimo Spartalioto (in greco Γεράσιμος Α΄; Candia, 1560 – 20 luglio 1636), è stato papa e patriarca greco-ortodosso di Alessandria e di tutta l'Africa tra il 1620 e il 1636.
Nativo di Candia, era rinomato per la sua grande cultura; scrisse molte opere sulle Sacre Scritture. Subentrò a Cirillo Lucaris sulla sede di Alessandria al suo trasferimento alla sede di Costantinopoli  e collaborando con lui, fu coinvolto nelle pressanti questioni della Chiesa ortodossa del XVII secolo. Nel 1629 Antonio Leger, ministro di Ginevra, e Cornelio de la Haye, ambasciatore dell'Impero ottomano, gli scrissero per convincerlo a entrare in comunione con i calvinisti. Gerasimò rigettò la proposta nonostante le offerte da cui era accompagnata, con una risposta datata 8 luglio.
Credendo stesse arrivando il proprio momento, abdicò e si ritirò a vita monastica.